# Petko Hristov
Petko Hristov (Sofia, 1 de marzo de 1999) es un futbolista búlgaro que juega de defensa en el Spezia Calcio de la Serie B. Es internacional con la selección de fútbol de Bulgaria. Es hermano gemelo de Andrea Hristov, también futbolista.

## Trayectoria
Hristov comenzó su carrera deportiva en 2016 en el Slavia Sofia, equipo que abandonó un año después para jugar en la ACF Fiorentina de la Serie A italiana. Su primer partido con el conjunto viola se produjo el 24 de agosto en el Trofeo Santiago Bernabéu frente al Real Madrid. Pese al debut, la Fiorentina decidió no contar con él, marchándose cedido al Ternana Calcio de la Serie C.
En la temporada 2019-20 y 2020-21 volvió a marcharse cedido, en esta ocasión al A. S. Bisceglie y al Pro Vercelli, respectivamente.

### Spezia Calcio
El 5 de julio de 2021 abandonó definitivamente la Fiorentina para jugar en el Spezia Calcio de la Serie A. Este equipo lo cedió al Venezia F. C. en enero de 2023.

## Selección nacional
Hristov fue internacional sub-17, sub-19 y sub-21 con la selección de fútbol de Bulgaria, antes de su debut como internacional absoluto el 31 de marzo de 2021, en un partido de clasificación para la Copa Mundial de Fútbol de 2022 frente a la selección de fútbol de Irlanda del Norte, encuentro en el que curiosamente también debutó con Bulgaria su hermano Andrea.

## Clubes
| Club                     | País     | Año       |
| ------------------------ | -------- | --------- |
| Slavia Sofia             | Bulgaria | 2016-2017 |
| ACF Fiorentina           | Italia   | 2017-2021 |
| Ternana Calcio (cedido)  | Italia   | 2018-2019 |
| A. S. Bisceglie (cedido) | Italia   | 2019-2020 |
| Pro Vercelli (cedido)    | Italia   | 2020-2021 |
| Spezia Calcio            | Italia   | 2021-act. |
| Venezia F. C. (cedido)   | Italia   | 2023      |